# Franz Lürken
Franz Lürken (* 1890 in Eschweiler; † 23. April 1937 in Handorf) war ein deutscher Politiker (Zentrum). Von 1924 bis 1933 war er Bürgermeister von Dorsten, anschließend bis zu seinem Tode Bürgermeister von St. Mauritz.

## Leben
Franz Lürken studierte Geschichte und war ab 1909 Mitglied der katholischen Studentenverbindung KDStV Hercynia Freiburg im Breisgau. Im Ersten Weltkrieg war er Fliegeroffizier. Nach Kriegsende setzte er das Studium, nun der Volkswirtschaft, fort und wurde promoviert. 1922 heiratete er.
1923 wurde Lürken als Nachfolger von Bernhard Lappe für die katholische Zentrumspartei zum Bürgermeister von Dorsten gewählt. Im selben Jahr wurde Dorsten im Zuge der Ruhrbesetzung von belgischen Truppen besetzt. Wegen seines Widerstandes gegen die Besetzung wurde Lürken von den Belgiern aus Dorsten ausgewiesen, den französischen Besatzungstruppen ausgeliefert und in Eschweiler inhaftiert. Erst nach der Aufhebung der Ausweisungsverfügung konnte er nach Dorsten zurückkehren und am 2. Mai 1924 sein Amt als Bürgermeister antreten.
Nach der Machtergreifung der Nationalsozialisten im Januar 1933 fügte sich Lürken der Aufforderung der Nationalsozialisten, dazu aufzurufen, Straßen und Häuser zum 1. Mai 1933, dem von Hitler neu erklärten Tag der nationalen Arbeit, mit Hakenkreuzfahnen zu schmücken. Dennoch drängten ihn die Nationalsozialisten noch im selben Jahr aus seinem Amt.
Obwohl die Partei zu diesem Zeitpunkt noch keine Mehrheit im Dorstener Stadtrat hatte, setzte die Stadtverordnetenversammlung am 30. März 1933 auf Antrag der NSDAP eine Kommission ein, um die Amtsgeschäfte Lürkens zu untersuchen. Sie bestand aus Rechtsanwalt Sanen, Kaufmann Paul Schürholz (beide kurz vor dem Eintritt in die NSDAP), Hans Duesberg und Lehrer Lorenz (beide NSDAP). Bereits am 25. Mai 1933 übergab die Kommission das bis dahin gesammelte Material an die NSDAP-Kreisleitung in Recklinghausen, die wiederum für den 13. Juni eine Besprechung ansetzte. Neben den Kommissionsmitgliedern nahmen daran teil: der Kreisleiter Barthel, der NSDAP-Beauftragte für Kommunalpolitik im Kreis Recklinghausen, Rottmann, Landrat Matthaei (NSDAP) und Lürken selbst. Während dieser Unterredung in Lürkens Dorstener Amtszimmer wurden diesem angebliche Verfehlungen im Umgang mit den öffentlichen Finanzen der Stadt vorgeworfen.
Auf Anraten der Kommission reichte Lürken daraufhin dem anwesenden Landrat seine Pensionierungsgesuch ein, welches dieser sofort annahm. Als gesetzmäßiger Vertreter Lürkens übernahm somit der frühere Dorstener NSDAP-Vorsitzende, Beigeordneter Fritz Köster, noch am selben Tag kommissarisch die Amtsgeschäfte. Im August 1933 wurde dann Josef Gronover von der NSDAP zum Bürgermeister berufen.
Lürken verließ Dorsten und wurde am 1. Dezember 1933 Bürgermeister von St. Mauritz bei Münster. Bei einem Autounfall am 23. April 1937 in Handorf bei Münster verunglückte er tödlich.